# Pheosia ferdinandi
Pheosia ferdinandi är en fjärilsart som beskrevs av Rudolf Rangnow 1934. Pheosia ferdinandi ingår i släktet Pheosia och familjen tandspinnare. Inga underarter finns listade i Catalogue of Life.